# Ian Beattie

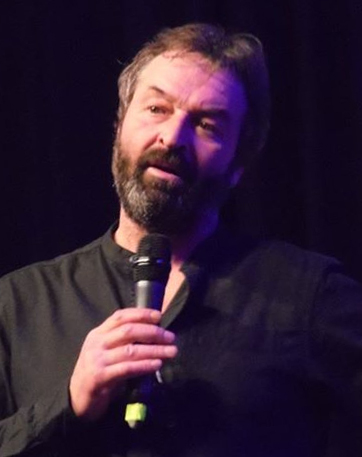
Ian Beattie (2015)

Ian Beattie (* 3. März 1965 in Belfast, Nordirland) ist ein britischer Schauspieler.

## Leben und Karriere
Ian Beattie kam bereits in jungen Jahren in Kontakt mit der Unterhaltungsindustrie. Zusammen mit seinem Vater reiste er als Teil eines Zirkus durch Nordirland. Er besuchte das Methodist College Belfast und studierte anschließend an der Queens University Belfast. Nach dem Abschluss arbeitete er ab 1989 als Barrister, bevor er ein Dramatikstudium an der London Academy of Music and Dramatic Art aufnahm.
Seit 1995 ist Beattie als Schauspieler aktiv. Einem internationalen Publikum wurde er durch die Rolle des Königsgardisten Meryn Trant in der Erfolgsserie Game of Thrones bekannt, die er von 2011 bis 2015 spielte. Es folgten weitere Auftritte in britischen und amerikanischen Film- und Fernsehproduktionen, darunter Die Tudors, Vikings, Doctor Who und Quantico.

## Filmografie (Auswahl)
- 1995: The Hanging Gale (Fernsehserie, 2 Episoden)
- 1996: Space Truckers
- 1999: Stray Bullet
- 2004: Alexander
- 2007: Closing the Ring – Geheimnis der Vergangenheit (Closing the Ring)
- 2009: Die Tudors (The Tudors, Fernsehserie, 1 Episode)
- 2009: Das große Rennen – Ein abgefahrenes Abenteuer (The Race)
- 2011–2015: Game of Thrones (Fernsehserie, 17 Episoden)
- 2013: Mauern der Gewalt (Starred Up)
- 2014: Line of Duty (Fernsehserie, 3 Episoden)
- 2015: Number 2s (Fernsehserie, 6 Episoden)
- 2015: Vikings (Fernsehserie, 1 Episode)
- 2016: Barbarian Rising (Fernsehserie, 3 Episoden)
- 2016: The Journey
- 2016: Jack Taylor: Das Recht des Stärkeren (Jack Taylor: Nemesis)
- 2017: Doctor Who (Fernsehserie, Episode 10x09)
- 2017: The Pugilist
- 2017: Papillon
- 2018: Quantico (Fernsehserie, Episode 3x12)
- 2018: Hayfields (Fernsehserie, 6 Episoden)
- 2019: Gangs of London (Fernsehserie, 2 Episoden)